# Мугнецян, Гегам Минаевич
Гегам Минаевич Мугнецян — советский хозяйственный, государственный и политический деятель. Участник Великой Отечественной войны. Член КПСС с 1943 года.

## Биография
Родился в 1921 году в селе Мец Парни. 
На фронте был старшиной отряда кавалерийской разведки.  Принимал участие в боях на подступах к Москве, в героических боях под Сталинградом,  в освобождении Смоленска, Витебско-Подольской операции, взятии города-крепости Кёнигсберг, боях в районе Виттенберга. 
С 1946 года — на хозяйственной, общественной и политической работе. В 1946—1990 гг. — учитель в Ленинакане, первый секретарь Ленинаканского горкома ЛКСМ Армении, председатель Ленинаканского горкома партийно-государственного контроля, председатель Ленинаканского горисполкома, второй секретарь Ленинаканского горкома КПА, первый секретарь Дилижанского городского комитета КПА, председатель Государственного комитета по печати и полиграфии Армянской ССР.
Избирался депутатом Верховного Совета Армянской ССР 6-11-го созывов.
Умер в 2003 году.